# 스마일 어게인 (교양 프로그램)
《스마일 어게인》은 MBN에서 방영되었던 교양 프로그램이다.

## 출연자
- 최운경
- 전일찬